# Счастье (фильм, 1965)
«Счастье» (фр. Le bonheur) — фильм французского режиссёра Аньес Варда, вышедший на экраны в 1965 году.
На 15-м Берлинском международном кинофестивале фильм завоевал Гран-при жюри. В 1964 году за этот фильм Аньес Варда была удостоена престижной Премии Луи Деллюка.

## Сюжет
Действие происходит в небольшом городке Фонтене-о-Роз, расположенном в 10 километрах от Парижа. Искренний и добрый по характеру, молодой плотник Франсуа (Жан-Клод Друо) живёт в счастливом браке с женой Терезой (Клер Друо) и двумя маленькими детьми, которых любит и заботится о них. Однажды на местной телефонной станции он знакомится с телефонисткой Эмили (Мари-Франс Буайе), и вскоре у них начинается роман. От любви к обеим женщинам Франсуа чувствует себя полностью счастливым, о чём он прямо говорит Эмили, которая его тоже любит и готова принимать ситуацию такой, какая она есть. Однако открытый Франсуа не может долго скрывать свои чувства к другой женщине от жены. Во время очередной поездки на природу он рассказывает Терезе, о том, что у него есть любовница, но любит он их обеих, и, если ради сохранения семьи потребуется расстаться с любовницей, то он сделает это. Жена воспринимает признание Франсуа как будто спокойно, они даже занимаются любовью и засыпают вместе на природе. Когда же Франсуа просыпается, то видит, что Тереза исчезла. В поисках её он спускается к пруду, откуда уже извлекают тело утонувшей Терезы. После похорон Франсуа на некоторое время уезжает в командировку. Вернувшись, он идет к Эмили, и они решают жить вместе. Франсуа знакомит её с детьми, которые хорошо с ней ладят. Эмили начинает вести домашнее хозяйство, и очень быстро занимает место Терезы. Спустя непродолжительное время Франсуа, Эмили и дети гуляют вместе по осеннему парку как совершенно счастливая семья.
На первый взгляд, фильм достаточно незатейлив и сентиментален. Варда рисует наполненную светом и красками фантазию счастья, почти нереальной райской жизни. Герои картины — это добрые, чуткие и любящие люди, которые наслаждаются приятными заботами и отдыхом на природе при теплой и комфортной погоде, окруженные цветами и ласкающей слух музыкой Моцарта. Но за этой бесхитростной простотой картины кроется постановка серьезных морально-нравственных и психологических вопросов. Для зрителя, вероятно, становится определенным шоком увидеть то, насколько быстро и безболезненно главный герой смирился с утратой любимой жены, и как легко он заменил её на другую женщину. Согласно сложившимся представлениям, положительный герой должен был бы страдать, мучиться чувством вины и, вероятно, отказаться от отношений с женщиной, близость с которой стала пусть и косвенной, но причиной смерти его жены. Однако в данном случае герой картины так же легко расстается с памятью о любимом человеке, как и влюбляется. Он практически безболезненно уходит от переживаний и мрачного состояния души, жизнь для него по-прежнему проникнута таким же теплым солнечным светом, как будто в ней только что не произошло тяжелое несчастье. Однако, объективно говоря, такая легкость героя в отношении к произошедшему является позитивным фактором как его собственной жизни, так и для жизней окружающих его людей. Быстро заменив умершую жену не менее любимой женщиной, он отчасти оттеснил собственные переживания на второй план, дал этой женщине счастье быть постоянно с любимым человеком, дал детям новую полноценную мать, а пожилых родителей и родственников избавил от дополнительных забот по уходу за своими детьми.

## В ролях
- Жан-Клод Друо — Франсуа
- Клер Друо — Тереза, его жена
- Оливье  Друо — Пьеро, их сын
- Сандрин Друо — Жису, их дочь
- Мари-Франс Буайе — Эмили

## Награды
| Год  | Награда                                | Категория                                  | Имя         |
| ---- | -------------------------------------- | ------------------------------------------ | ----------- |
| 1965 | Берлинский международный кинофестиваль | Серебряный медведь — специальный приз жюри | Аньес Варда |
| 1965 | Берлинский международный кинофестиваль | Премия Интерфильм                          | Аньес Варда |
| 1964 | Премия Луи Деллюка                     |                                            | Аньес Варда |